# La ragazza collegata
La ragazza collegata (The Girl Who Was Plugged In) è un romanzo breve di fantascienza della scrittrice americana James Tiptree Jr. del 1973, vincitore del Premio Hugo per il miglior romanzo breve.

## Storia editoriale
Il romanzo stato pubblicato per la prima volta nell'ottobre 1973 nell'antologia New Dimensions 3, curata da Robert Silverberg; la traduzione italiana di Roberta Rambelli è stata pubblicata nell'antologia I premi Hugo 1955-1975 dalla Editrice Nord nel 1978.
L'opera ha vinto il Premio Hugo per il miglior romanzo breve nel 1974 e nello stesso anno è stata candidata al Premio Nebula per il miglior romanzo breve.

## Trama
La storia è ambientata in un futuro di distopico in cui il mondo è controllato da un regime capitalista. Nonostante la pubblicità sia illegale ("pubblicità" è, in effetti, una parolaccia), le aziende sono ancora in grado di persuadere e controllare i consumatori attraverso le celebrità che loro creano per fare pubblicità indiretta. La protagonista, la diciassettenne Philadelphia Burke, o P. Burke, viene arruolata per diventare una di queste celebrità dopo un tentativo di suicidio provocato dall'ostracismo sociale dovuto alla sua distrofia ipofisaria, meglio conosciuta come malattia di Cushing. Durante la convalescenza in ospedale, viene scelta  per diventare 'operatore remoto di una bellissima creazione aziendale, conosciuta come Delphi, che è stata cresciuta da un embrione modificato in un grembo artificiale, senza un cervello funzionante. Sebbene Delphi sembri una normale quindicenne, è controllata tramite un satellite collegato al cervello di P. Burke, che si trova ancora fisicamente nel suo corpo originale.

### Il Remoto e l'Operatore
Lo scopo di un remoto come Delphi e del suo operatore remoto P. Burke, è di eliminare il rischio per un'azienda che una normale celebrità possa agire di propria iniziativa; P. Burke controlla Delphi, facendola agire e parlare secondo la direttive dell'azienda. Dopo mesi di addestramento, Delphi viene strategicamente inserita in un film documentario minore e diventa un fenomeno mediatico da un giorno all'altro. Il suo compito è agire come una celebrità che viaggia in tutto il mondo, nel contempo acquistando prodotti e promuovendoli influenzando in modo subdolo il pubblico a favore di un'azienda.

### Una dura realtà
P. Burke non solo si innamora dello stile di vita, ma anche di Delphi; agendo come un'adolescente perfetta, P. Burke ha tutto ciò che ha sempre desiderato: fama, rispetto, ricchezza, potere e infine amore. Paul Isham, il figlio ricco e ribelle di un dirigente di una rete, nota Delphi sul set della sua soap opera e si innamora di lei; P. Burke/Delphi ricambia i suoi sentimenti, ma non può fargli sapere la verità. Alla fine egli scopre ma fraintende la situazione, credendo che Delphi sia una ragazza normale schiavizzata per mezzo di impianti tecnologici. Irrompe nel laboratorio dove si trova P. Burke ed è scioccato nel vedere Delphi controllato da una donna poco attraente collegata a innumerevoli macchine; arrabbiato e confuso, strappa i cavi a P. Burke, uccidendola.
Delphi rimane biologicamente "viva" e viene posta sotto il controllo di un altro operatore.

## Analisi
Le tematiche affrontate in The Girl Who Was Plugged In tendono a concentrarsi fondamentalmente sul corpo femminile e sulla corporeità di genere.
Heather J. Hicks pone l'accento sulla visione di Tiptree della corporeità femminile nella forma di P. Burke. Tiptree usa frasi come "guscio spompato", "animalesca" e "carcassa" per sminuire P. Burke, aumentando ulteriormente la sensazione della sua inutilità nell'ambito della storia. Questa versione negativa della corporeità femminile è mostrata in contrapposizione con la corporeità positiva vista attraverso Delphi, che viene descritta come "impeccabile" e "bellissima". La giustapposizione di questi due corpi consente di esaminare il modo in cui diversi tipi di corpo funzionano nel contesto della società descritta nella storia.

### Diversi tipi di corpo
Nel corso della storia vengono presentati due diversi tipi di corpo: Heather J. Hicks spiega che Delphi è il corpo che ha valore mentre P. Burke è considerato l'opposto.
L'ossessione per la perfezione è mostrata attraverso l'uso per fini pubblicitari di celebrità come Delphi, la cui bellezza le conferisce influenza sulla popolazione, il che a sua volta le offre opportunità che P. Burke non avrà mai. Solo attraverso il tramite di Delphi, P. Burke può essere apprezzata nella società. Hicks approfondisce questo concetto quando afferma che "P. Burke accoglie con favore l'opportunità di perdere la carne e le ossa ignominiose che le hanno causato così tanta sofferenza" allo scopo di per essere più apprezzata. Ciò significa che P. Burke è disposta a rinunciare al proprio corpo fisico per potersi elevare socialmente, perché capisce che non vi è altro modo. Lo status sociale all'interno di questa società dipende così tanto dalla perfezione e dalla bellezza che coloro che non soddisfano i relativi canoni desiderano trasferirsi in corpi migliori. Hicks afferma che questo è esattamente ciò che significa incorporeità di genere nel contesto di The Girl Who Was Plugged In.

### Genere dell'autrice
Esiste una relazione evidente tra il genere dell'autrice e il messaggio della storia. Hicks spiega che Tiptree usa P. Burke come metafora di se stessa. L'autrice, il cui vero nome è Alice Bradley Sheldon, usa lo pseudonimo maschile di James Tiptree Jr. per avere successo nel mondo della fantascienza. Secondo Hicks, Sheldon "diventa P. Burke, che anima il personaggio pubblico desiderato dai consumatorie". Sheldon non solo usa uno pseudonimo maschile, ma anche il suo stile di scrittura è considerato maschile. Ciò contribuisce ulteriormente alla corporeità di genere che Tiptree cerca di assumere.Come quelli della storia, i consumatori nel mondo della fantascienza vogliono un'immagine del corpo che rappresenti ciò che ritengono degno. Nella storia, le persone vogliono un corpo femminile idealizzato, e nel mondo reale i consumatori di fantascienza vogliono un corpo maschile che produca le loro storie.
Hicks ritiene che il modo in cui P. Burke viene soppiantata da Paul "suggerisce la convinzione che tutto ciò che ha realizzato non sopporterebbe la rivelazione del suo corpo femminile"; 
Secondo questa analisi della situazione Tiptree, scrivendo questa storia sta suggerendo che lei non può avere successo come scrittrice di fantascienza nel proprio corpo.
Melissa Stevenson riassume questo punto affermando che The Girl Who Was Plugged In "è un racconto di trasformazioni e maschere, la storia di una ragazza che non è chi sembra essere, scritta da un autore che non è esattamente chi 'lui' sembra essere".

### Un autore maschio per un pubblico maschile
Una caratteristica degna di nota di The Girl Who Was Plugged In è il modo in cui l'autrice ha utilizzato un narratore maschio che si rivolge a un pubblico prevalentemente maschile di consumatori di fantascienza degli anni 70, giocando con le aspettative del lettore per arrivare a evidenziare i problemi che i lettori uomini potrebbero avere durante la lettura di questo racconto.
Secondo Stevenson, Tiptree utilizza questo modo di raccontare la storia per influenzare le aspettative dei lettori maschi su P. Burke e sullo sviluppo della trama.
Il narratore rimprovera più volte il lettore per queste false aspettative.
Stevenson ne fornisce un esempio con il vero e proprio tentativo di suicidio di P. Burke sulla panchina del parco. Il narratore rimprovera il lettore perché non è interessato a P. Burke ma piuttosto alla città circostante, sul presupposto che, per il lettore maschio preso di mira, la vita della brutta P. Burke sia relativamente poco importante rispetto a ciò che la circonda. Stevenson sottolinea che, successivamente, il lettore viene rimproverato tre volte per non essersi concentrato su P. Burke, ma ogni volta che ciò accade, la narrazione viene spostata verso descrizioni di sondaggi futuristici, presumibilmente in accordo con ciò che il lettore maschio desidera veramente leggere.
Questo richiama quanto afferma Heather J. Hicks sull'importanza e il successo del corpo femminile ideale rispetto al corpo femminile non ideale. Il corpo di P. Burke è considerato non importante e il modo in cui la storia è scritta e scandita suggerisce proprio questo.

### La rappresentazione di genere
Un altro tema di The Girl Who Was Plugged In è la rappresentazione di genere. 
Secondo Veronica Hollinger, questo è il racconto della ricerca di P. Burke del corpo femminile ideale che lei desidera disperatamente ma non può avere a causa del suo aspetto fisico; quindi P. Burke interpreta l'ideale di genere controllando a distanza Delphi.
Hollinger afferma che la rappresentazione di P. Burke le dà l'opportunità, che altrimenti il suo vero corpo non le avrebbe offerto, di "imitare una femminilità accettabile" e che P. Burke “è la Delphi divinamente femminile finché interpreta Delphi. P. Burke è l'attore e Delphi è il suo ruolo. 
Questa rappresentazione è la via di P. Burke verso un finale da favola. Delphi può essere femminile solo e soltanto se viene interpretata in modo femminile.
L’intera analisi di Hollinger può essere vista in parallelo con l’analisi di Heather J. Hicks quando esamina come P. Burke usa Delphi per scalare i ranghi della società. Per avere maggiori opportunità nella società descritta, P. Burke deve rappresentare la femminilità attraverso Delphi.

## Critica letteraria sulla rappresentazione del corpo
La rappresentazione del corpo in The Girl Who Was Plugged In è stata analizzata da diversi studiosi di letteratura femminista, come Scott Bukatman, Melissa Colleen Stevenson, Veronica Hollinger e Heather J. Hicks, secondo i quali i temi principali di The Girl Who Was Plugged In includono l'incorporeità e la corporeità, la rappresentazione della femminilità, l'oppressione del corpo femminile da parte di strutture di potere culturale e il corpo femminile in un società tecnologica.

### Ideale costruito di femminilità
Veronica Hollinger, co-curatrice della rivista accademica Science Fiction Studies della DePauw University, afferma che le donne sono costrette a conformarsi a un ideale costruito di femminilità per evitare di essere viste come un fallimento o in qualche misura incomplete. 
Per Hollinger, The Girl Who Was Plugged In racconta il modo in cui le donne sperimentano la pressione della società a soddisfare gli standard stabiliti di femminilità, quando descrive il disperato desiderio di P. Burke di lasciare completamente il suo vero corpo e reincarnarsi permanentemente come Delph.
In una società in cui l'unico modo per raggiungere la felicità è conformarsi completamente a un ideale costruito, P. Burke non ha altra scelta che vivere attraverso il perfetto corpo di ragazza che è Delphi. Heather J. Hicks concorda con le opinioni di Hollinger quando afferma che P. Burke rifiuta il suo poco attraente corpo reale.
Hollinger ritiene che P. Burke rappresenti un corpo del tutto insignificante agli occhi della società e tratta di The Girl Who Was Plugged In in termini di come il genere possa agire come una forma di prigionia quando la società si aspetta una manifestazione irrealistica di femminilità. 
L'esistenza di P. Burke diventa significativa solo quando la sua mente controlla il corpo bello ma "vuoto" chiamato Delphi, quindi nell'incontro con la tecnologia il corpo femminile crea una separazione tra il corpo e la mente dove l'unico modo che ha P. Burke di realizzare l'ideale di bellezza femminile è attraverso la tecnologia.
Il mondo futuristico in cui Tiptree Jr. mette in scena la sua storia ha insegnato a P. Burke a idolatrare l'ideale che "gli Dei" incarnano e così P. Burke commette volentieri l'atto di "interpretare la femminilità".

### Descrizione di P. Burke
L'oppressione del corpo femminile e l'incorporeità sono narrate in The Girl Who was Plugged In anche attraverso i termini usati per ritrarre il personaggio principale, cioè la descrizione di P. Burke fatta da Tiptree all’inizio della storia: “È un bene, perché ora puoi vedere che è la più brutta del mondo. Un monumento eloquente alla distrofia ipofisaria. Nessun chirurgo la toccherebbe.".
Secondo Scott Bukatman, della Stanford University, Tiptree trasforma il corpo in qualcosa di impuro e decadente attraverso frasi come "paparino", "ragazza schifosa" e "zombie". Hicks ritiene che l'uso di parole volgari per il personaggio principale non faccia che peggiorare man mano che la storia procede per enfatizzare una poco attraente esibizione di incorporeità femminile. 
Secondo Bukatman, il corpo in The Girl Who Was Plugged In è un elemento dominante e centrale, ma serve anche a rappresentare una precisa limitazione;
questo va messo in relazione con l'affermazione di Hollinger secondo la quale la nuova corporeità di P. Burke come Delphi diventa una relazione attore/ruolo nella quale P. Burke immagina se stessa come un'attrice che deve interpretare un ruolo, cioè Delphi. Esiste un chiaro parallelismo con l'incapacità della nostra società di riconoscere le singole donne come separate dall'ideale culturale costruito della femminilità.
Stevenson ritiene che, per la deforme e ostracizzata P. Burke, la vita come Delphi sia l'unica effettivamente reale, perché il suo corpo originale l'ha lasciata esclusa dalla categoria "umana" agli occhi della società rendendola incapace di formare connessioni emotive o sperimentare l'amore fino alla sua nuova corporeità come Delphi. Di conseguenza, P. Burke si sente più umana come Delphi che come se stessa perché la società finalmente accetta e riconosce la sua esistenza. In altri termini, P. Burke dipende dalla tecnologia per poter partecipare alla società.

### Rapporti tra donne e tecnologia
Mentre Hollinger legge The Girl Who Was Plugged In attraverso la lente ideologica del genere come rappresentazione, Hicks ritiene che Tiptree colleghi l'incorporeità femminile con il rapporto delle donne con la tecnologia. Delphi, che è stata realizzata solo a scopo pubblicitario, è l'esempio vivente della donna perfetta e attraverso il suo lavoro per GTX, contribuisce a rafforzare l'ideale culturale di femminilità seguendo il quale è stata creata.
Secondo Hicks, "il corpo di Delphi viene utilizzato a fini capitalistici a scopo pubblicitario a tal punto che il suo corpo diventa sinonimo dei prodotti che pubblicizza". Tuttavia, Stevenson sottolinea che, sebbene Delphi sia bella, non ha un'identità senza la connessione con P. Burke, il che significa che sono entrambe dipendenti l'una dall'altra per funzionare nella società.
.
Bukatman sostiene inoltre che l'atto di fondersi con una macchina, come P. Burke si fonde con Delphi, è nella fantascienza femminista un atto di sconfitta, in contrapposizione all'approccio romanticizzato del cyberpunk dove è visto come necessario e fonte di potere.
Bukatman sottolinea che i progressi tecnologici nella fantascienza sono sinonimo della promozione di una struttura di potere patriarcale, come si vede nel controllo del corpo femminile in The Girl Who Was Plugged In. Bukatman afferma che "In questo senso, il titolo di Tiptree si riferisce allo stato di essere collegati alle definizioni maschili dell'immagine e dell'essere femminile; collegati alle strutture di potere della tecnologia maschile.".
Egli sottolinea anche l'impatto negativo dell'alterazione della propria identità nella storia di Tiptree e afferma che funge da simbolo d'oppressione piuttosto che di liberazione dalle convenzioni della società.

### P. Burke e Delphi contro Sheldon e Tiptree
Sia Stevenson che Hicks affrontano l'interessante e notevole parallelismo tra P. Burke/Delphi e Alice Sheldon e il suo pseudonimo, James Tiptree Jr. Stevenson sottolinea che scrivendo sotto uno pseudonimo maschile, Sheldon è stata in grado di ottenere un'immagine più "accattivante" che gli ha permesso di connettersi alla comunità dominante maschile di scrittori di fantascienza. Hicks ritiene che la stessa Sheldon possa aver sperimentato una forma di incorporeità, solo assumendo una personalità maschile ha potuto soddisfare gli ideali della comunità di fantascienza. Dai numerosi approcci utilizzati da Tiptree per toccare argomenti femministi essenziali in un unico romanzo breve, diventa chiara la ragione per cui è stata una delle scrittrici femministe di fantascienza più importanti del suo tempo.

## Opere derivate
- La storia è stata adattata come fiction televisiva nel 1998, per il quinto episodio della serie di Sci Fi Channel Welcome to Paradox.
- La storia è stata adattata come musical teatrale nel 1992, come primo atto di Weird Romance: Two One-Act Musicals of Speculative Fiction; la musica era di Alan Menken, i testi di David Spencer, il libretto di Alan Brennert e David Spencer; è stato interpretato da Ellen Greene nella sua premiere Off-Broadway e per il  cast recording.

## Edizioni
- (EN) James Tiptree Jr., The Girl Who Was Plugged In, in Robert Silverberg (a cura di), New Dimensions 3 (antologia), Garden City, N.Y, N. Doubleday, ottobre 1973,  pp. 60-93.
- (EN) James Tiptree Jr., The Girl Who Was Plugged In, in Warm Worlds and Otherwise (raccolta di storie di James Tiptree, Jr.), Ballantine, febbraio 1975.
- (EN) James Tiptree Jr., The Girl Who Was Plugged In, collana Tor Double, n. 7, Tom Doherty Associates, 1989.
- James Tiptree Jr., La ragazza collegata, in I premi Hugo 1967-1968, Milano, Arnoldo Mondadori Editore, dicembre 1994.
- (EN) James Tiptree Jr., The Girl Who Was Plugged In, in Pat Cadigan (a cura di), The Ultimate Cyberpunk (antologia), iBooks, 2002, ISBN 0-7434-5239-9.
- (EN) James Tiptree Jr., The Girl Who Was Plugged In, in Her Smoke Rose Up Forever (antologia di storie di James Tiptree, Jr.), Tachyon, 2004  [1990].
- (EN) James Tiptree Jr., The Girl Who Was Plugged In, in Karen Joy Fowler, Pat Murphy, Debbie Notkin e Jeffrey D. Smith (a cura di), The James Tiptree Award Anthology 3: Subversive Stories about Sex and Gender, vol. 3, Tachyon, 2007, ISBN 9781892391414.
- (EN) James Tiptree Jr., The Girl Who Was Plugged In (PDF) (testo on line), su f.waseda.jp, 18 novembre 2019.